# Ardauli
Ardauli (sardisk: Ardaùle) er en by og en kommune (comune) i provinsen Oristano i regionen Sardinien i Italien. Byen ligger i 421 meters højde og har 873 indbyggere (2016). Kommunen har et areal på 20,53 km² og grænser til kommunerne Boroneddu, Ghilarza, Neoneli, Nughedu Santa Vittoria, Sorradile, Tadasuni og Ula Tirso.